# Argostemma burttii
Argostemma burttii är en måreväxtart som beskrevs av Birgitta Bremer. Argostemma burttii ingår i släktet Argostemma och familjen måreväxter. Inga underarter finns listade i Catalogue of Life.